# قره‌باغ (فضولی)
قره‌باغ (به لاتین: Qarabağ) یک منطقه مسکونی در جمهوری آذربایجان است که در شهرستان فضولی واقع شده است.